# ایر بخارست
ایر بخارست (به انگلیسی: Air Bucharest) یک شرکت هواپیمایی با کد یاتا B1 است که در تاریخ ۱ ژوئیه ۲۰۱۰ میلادی تأسیس شده است. دفتر مرکزی ایر بخارست در بخارست، رومانی واقع شده‌است.
شرکت هواپیمایی ایر بخارست در حوزه پروازهای چارتر فعالیت می‌کند و در حال حاضر با ناوگان هواپیماهایی از نوع Boeing 737 و Airbus A320 در مسیرهای مختلف پرواز می‌کند. این شرکت علاوه بر پروازهای چارتر، پروازهای توریستی نیز برگزار می‌کند و مشتریان خود را به مقاصد مختلفی در اروپا، آفریقا، خاورمیانه و آسیا منتقل می‌کند.
ایر بخارست یکی از شرکت‌های هواپیمایی کوچک در اروپا است، اما با توجه به تجربه و دانش فنی کارکنان خود و نیز استفاده از ناوگان هواپیماهای جدید و مجهز، توانسته است در بازار چارترینگ هواپیما رقابت کند. همچنین ایر بخارست با ارائه خدماتی با کیفیت و قیمت مناسب، موفق به جذب مشتریان زیادی شده است.
از جمله مقاصدی که ایر بخارست به آنها پرواز می‌کند، می‌توان به شهرهایی مانند آنتالیا، بوداپست، برلین، دبی، روم، تونس و ورشو اشاره کرد. همچنین این شرکت در زمینه پروازهای زیارتی به مقاصدی مانند مدینه و مکه نیز فعالیت دارد.